# هوراسيو غارزا غارزا
هوراسيو غارزا غارزا (بالإسبانية: Horacio Garza Garza)‏ هو سياسي مكسيكي، ولد في 5 أغسطس 1941. حزبياً، نشط في الحزب الثوري المؤسساتي. وقد انتخب عضو مجلس النواب المكسيك.